# Francis Barrett (musicographe)
Pour les articles homonymes, voir Francis Barrett et Barrett.
Francis Barrett, né le 14 novembre 1869 à Londres et mort dans cette même ville le 19 janvier 1925, est un musicographe britannique.